# Eredivisie 2021/22 (mannenvoetbal)/Transfers zomer
Dit is een lijst van transfers uit de Nederlandse Eredivisie in de zomer van het jaar 2021, als voorbereiding op het seizoen 2021/22. Hierin staan alleen transfers die clubs uit de Eredivisie hebben voltooid.
De transferperiode duurde van 9 juni 2021 tot 31 augustus 2021. Deals mogen op elk moment van het jaar gesloten worden, maar de transfers zelf mogen pas in de transferperiodes plaatsvinden. Er kunnen ook uitgaande deals buiten een transferperiode plaatsvinden, omdat in sommige landen een andere transferperiode wordt gehanteerd. Transfervrije spelers (spelers zonder club) mogen op elk moment van het jaar gecontracteerd worden.
| Speler                    | Nationaliteit                      | Oude club                       | Nieuwe club                     | Extra           |
| ------------------------- | ---------------------------------- | ------------------------------- | ------------------------------- | --------------- |
| Issah Abass               | Ghana                              | FC Twente                       | 1. FSV Mainz 05                 | Was gehuurd     |
| Nicolas Abdat             | Duitsland / Algerije               | Go Ahead Eagles                 | TOP Oss                         | Transfervrij    |
| Paulos Abraham            | Zweden / Eritrea                   | FC Groningen                    | AIK Fotboll                     | Was gehuurd     |
| Paulos Abraham            | Zweden / Eritrea                   | AIK Fotboll                     | FC Groningen                    | € 2.000.000     |
| Luka Adžić                | Servië                             | RSC Anderlecht                  | PEC Zwolle                      | Transfervrij    |
| Ali Akman                 | Turkije                            | Eintracht Frankfurt             | N.E.C.                          | Gehuurd         |
| Stanley Akoy              | Nederland                          | SC Cambuur                      | Zonder club                     | Transfervrij    |
| Özgür Aktaş               | Nederland / Turkije                | FC Dordrecht                    | Fortuna Sittard                 | Was gehuurd     |
| Özgür Aktaş               | Nederland / Turkije                | Fortuna Sittard                 | Telstar                         | Transfervrij    |
| Norbert Alblas            | Nederland                          | N.E.C.                          | TOP Oss                         | Transfervrij    |
| Grégoire Amiot            | Frankrijk                          | Fortuna Sittard                 | Zonder club                     | Transfervrij    |
| Jarchinio Antonia         | Curaçao / Nederland                | SC Cambuur                      | NAC Breda                       | Transfervrij    |
| Francesco Antonucci       | België / Italië                    | FC Volendam                     | Feyenoord                       | Was gehuurd     |
| Jonas Arweiler            | Duitsland                          | ADO Den Haag                    | FC Utrecht                      | Was gehuurd     |
| Jonas Arweiler            | Duitsland                          | FC Utrecht                      | Almere City FC                  | Onbekend bedrag |
| Fredrik Aursnes           | Noorwegen                          | Molde FK                        | Feyenoord                       | € 450.000       |
| Marouan Azarkan           | Nederland / Marokko                | NAC Breda                       | Feyenoord                       | Was gehuurd     |
| Marouan Azarkan           | Nederland / Marokko                | Feyenoord                       | Excelsior                       | Gehuurd         |
| Thibo Baeten              | België                             | N.E.C.                          | Torino FC                       | Gehuurd         |
| Samy Baghdadi             | Frankrijk / Algerije               | RC Grasse                       | Fortuna Sittard                 | Transfervrij    |
| Radinio Balker            | Nederland                          | Almere City FC                  | FC Groningen                    | Transfervrij    |
| Bilal Başacıkoğlu         | Turkije / Nederland                | Gazişehir Gaziantep FK          | Heracles Almelo                 | Transfervrij    |
| Oliver Batista Meier      | Duitsland / Brazilië               | sc Heerenveen                   | FC Bayern München               | Was gehuurd     |
| Timo Baumgartl            | Duitsland                          | PSV                             | 1. FC Union Berlin              | Gehuurd         |
| Bilal Bayazit             | Nederland / Turkije                | Vitesse                         | Kayserispor                     | Transfervrij    |
| Sven van Beek             | Nederland                          | Willem II                       | Feyenoord                       | Was gehuurd     |
| Sven van Beek             | Nederland                          | Feyenoord                       | sc Heerenveen                   | Transfervrij    |
| Mike van Beijnen          | Nederland                          | Fortuna Sittard                 | FC Den Bosch                    | Gehuurd         |
| Iliass Bel Hassani        | Marokko / Nederland                | Ajman Club                      | RKC Waalwijk                    | Onbekend bedrag |
| Mitchell van Bergen       | Nederland                          | sc Heerenveen                   | Stade de Reims                  | € 2.000.000     |
| Steven Berghuis           | Nederland                          | Feyenoord                       | AFC Ajax                        | € 5.500.000     |
| Emil Bergström            | Zweden                             | FC Utrecht                      | Willem II                       | Gehuurd         |
| Nigel Bertrams            | Nederland                          | PEC Zwolle                      | FC Eindhoven                    | Transfervrij    |
| Sam Beukema               | Nederland                          | Go Ahead Eagles                 | AZ                              | € 900.000       |
| Teun Bijleveld            | Nederland                          | Heracles Almelo                 | FC Emmen                        | Transfervrij    |
| Marco Bizot               | Nederland                          | AZ                              | Stade Brestois                  | € 5.000.000     |
| Myron Boadu               | Nederland / Ghana                  | AZ                              | AS Monaco                       | € 17.000.000    |
| Rody de Boer              | Nederland                          | De Graafschap                   | AZ                              | Was gehuurd     |
| Rody de Boer              | Nederland                          | AZ                              | Roda JC Kerkrade                | Transfervrij    |
| Tom Boere                 | Nederland                          | SV Meppen                       | SC Cambuur                      | Transfervrij    |
| Victor van den Bogert     | Nederland                          | Willem II                       | FC Den Bosch                    | Transfervrij    |
| Eric Botteghin            | Brazilië / Italië                  | Feyenoord                       | Ascoli Calcio 1898 FC           | Transfervrij    |
| Yacine Bourhane           | Comoren / Frankrijk                | Chamois Niortais FC             | Go Ahead Eagles                 | Transfervrij    |
| Róbert Boženík            | Slowakije                          | Feyenoord                       | Fortuna Düsseldorf              | Gehuurd         |
| Per Kristian Bråtveit     | Noorwegen                          | FC Groningen                    | Djurgårdens IF                  | Was gehuurd     |
| Tim Breukers              | Nederland                          | Heracles Almelo                 | Einde carrière                  | Gestopt         |
| Armando Broja             | Albanië / Engeland                 | Vitesse                         | Chelsea FC                      | Was gehuurd     |
| Ilias Bronkhorst          | Nederland                          | Telstar                         | N.E.C.                          | Onbekend bedrag |
| Michael Brouwer           | Nederland                          | Heracles Almelo                 | FC Emmen                        | Gehuurd         |
| Bruma                     | Portugal / Guinee-Bissau           | Olympiakos Piraeus              | PSV                             | Was gehuurd     |
| Thomas Bruns              | Nederland                          | Vitesse                         | Adanaspor                       | Transfervrij    |
| Alessio Budel             | Nederland                          | Go Ahead Eagles                 | Sportclub N.E.C.                | Transfervrij    |
| Dario Van den Buijs       | België                             | Fortuna Sittard                 | Beerschot Voetbalclub Antwerpen | Was gehuurd     |
| Dario Van den Buijs       | België                             | Beerschot Voetbalclub Antwerpen | RKC Waalwijk                    | Onbekend bedrag |
| Thomas Buitink            | Nederland                          | PEC Zwolle                      | Vitesse                         | Was gehuurd     |
| Kevin Bukusu              | Angola / Duitsland                 | N.E.C.                          | Helmond Sport                   | Gehuurd         |
| Wouter Burger             | Nederland                          | Sparta Rotterdam                | Feyenoord                       | Was gehuurd     |
| Wouter Burger             | Nederland                          | Feyenoord                       | FC Basel                        | € 700.000       |
| Alexander Büttner         | Nederland                          | Zonder club                     | RKC Waalwijk                    | Transfervrij    |
| Marc Cardona              | Spanje                             | CA Osasuna                      | Go Ahead Eagles                 | Gehuurd         |
| Yiğit Emre Çeltik         | Turkije                            | Altınordu FK                    | Fortuna Sittard                 | Transfervrij    |
| Václav Černý              | Tsjechië                           | FC Twente                       | FC Utrecht                      | Was gehuurd     |
| Václav Černý              | Tsjechië                           | FC Utrecht                      | FC Twente                       | Onbekend bedrag |
| Jeremy Cijntje            | Curaçao / Nederland                | KVRS Waasland - SK Beveren      | Heracles Almelo                 | Was gehuurd     |
| Jeremy Cijntje            | Curaçao / Nederland                | Heracles Almelo                 | Roda JC Kerkrade                | Gehuurd         |
| Denilho Cleonise          | Nederland / Suriname               | Genoa CFC                       | FC Twente                       | Transfervrij    |
| Christian Conteh          | Duitsland / Ghana                  | Feyenoord                       | SV Sandhausen                   | Gehuurd         |
| Iñigo Córdoba             | Spanje                             | Athletic Bilbao                 | Go Ahead Eagles                 | Gehuurd         |
| Vito van Crooij           | Nederland                          | VVV-Venlo                       | Sparta Rotterdam                | Onbekend bedrag |
| Alessio Da Cruz           | Nederland / Kaapverdië             | FC Groningen                    | Parma Calcio 1913               | Was gehuurd     |
| Thijs Dallinga            | Nederland                          | FC Groningen                    | Excelsior                       | Transfervrij    |
| Vitalie Damașcan          | Moldavië / Roemenië                | RKC Waalwijk                    | Torino FC                       | Was gehuurd     |
| Alessandro Damen          | Nederland                          | Excelsior                       | Heracles Almelo                 | Transfervrij    |
| Danilo                    | Brazilië                           | FC Twente                       | AFC Ajax                        | Was gehuurd     |
| Mohamed Daramy            | Denemarken / Sierra Leone          | FC Kopenhagen                   | AFC Ajax                        | € 12.000.000    |
| Mats Deijl                | Nederland                          | FC Den Bosch                    | Go Ahead Eagles                 | Transfervrij    |
| Cyriel Dessers            | Nigeria / België                   | KRC Genk                        | Feyenoord                       | Gehuurd         |
| Sieben Dewaele            | België                             | sc Heerenveen                   | RSC Anderlecht                  | Was gehuurd     |
| Djibril Dianessy          | Frankrijk / Mali                   | MVV Maastricht                  | Fortuna Sittard                 | Was gehuurd     |
| Djibril Dianessy          | Frankrijk / Mali                   | Fortuna Sittard                 | Pau FC                          | Transfervrij    |
| Ritsu Doan                | Japan                              | DSC Arminia Bielefeld           | PSV                             | Was gehuurd     |
| Toni Domgjoni             | Zwitserland / Kroatië              | FC Zürich                       | Vitesse                         | Transfervrij    |
| Jacky Donkor              | België / Ghana                     | FC Eindhoven                    | Fortuna Sittard                 | Was gehuurd     |
| Jacky Donkor              | België / Ghana                     | Fortuna Sittard                 | FC Dordrecht                    | Transfervrij    |
| Felix Dornebusch          | Duitsland                          | Eintracht Braunschweig          | Fortuna Sittard                 | Transfervrij    |
| Marc Olivier Doué         | Frankrijk / Ivoorkust              | PEC Zwolle                      | Excelsior Virton                | Transfervrij    |
| Anastasios Douvikas       | Griekenland                        | Volos NFC                       | FC Utrecht                      | € 1.200.000     |
| Joël Drommel              | Nederland                          | FC Twente                       | PSV                             | € 3.500.000     |
| Jesper Drost              | Nederland                          | PEC Zwolle                      | HHC Hardenberg                  | Transfervrij    |
| Wout Droste               | Nederland                          | Go Ahead Eagles                 | ÍA Akranes                      | Transfervrij    |
| Deroy Duarte              | Nederland / Kaapverdië             | Sparta Rotterdam                | Fortuna Sittard                 | Transfervrij    |
| Laros Duarte              | Nederland / Kaapverdië             | Sparta Rotterdam                | FC Groningen                    | € 675.000       |
| Mikkel Duelund            | Denemarken                         | FC Dynamo Kiev                  | N.E.C.                          | Gehuurd         |
| Mike van Duinen           | Nederland                          | PEC Zwolle                      | OFI Kreta                       | Transfervrij    |
| Denzel Dumfries           | Nederland / Aruba                  | PSV                             | FC Internazionale Milano        | € 12.500.000    |
| Tyronne Ebuehi            | Nigeria / Nederland                | FC Twente                       | SL Benfica                      | Was gehuurd     |
| Julliani Eersteling       | Nederland                          | Go Ahead Eagles                 | FC Utrecht                      | Onbekend bedrag |
| James Efmorfidis          | Griekenland / Nederland            | RKC Waalwijk                    | Einde carrière                  | Gestopt         |
| Carel Eiting              | Nederland                          | Huddersfield Town FC            | AFC Ajax                        | Was gehuurd     |
| Carel Eiting              | Nederland                          | AFC Ajax                        | KRC Genk                        | Onbekend bedrag |
| Jurgen Ekkelenkamp        | Nederland                          | AFC Ajax                        | Hertha BSC                      | € 3.000.000     |
| Nassim El Ablak           | Nederland / Marokko                | Fortuna Sittard                 | Zonder club                     | Transfervrij    |
| Achraf El Bouchataoui     | Nederland / Marokko                | Feyenoord                       | RKC Waalwijk                    | Gehuurd         |
| Morad El Haddouti         | Nederland / Marokko                | RKC Waalwijk                    | Zonder club                     | Transfervrij    |
| Issam El Maach            | Marokko / Nederland                | Zonder club                     | RKC Waalwijk                    | Transfervrij    |
| Eljero Elia               | Nederland / Suriname               | FC Utrecht                      | Zonder club                     | Transfervrij    |
| Dimitrios Emmanouilidis   | Griekenland                        | Fortuna Sittard                 | Panathinaikos FC                | Was gehuurd     |
| Clint Essers              | Nederland                          | Fortuna Sittard                 | MVV Maastricht                  | Transfervrij    |
| Milan van Ewijk           | Nederland / Suriname               | ADO Den Haag                    | sc Heerenveen                   | € 600.000       |
| Michael Fabrie            | Nederland                          | Sparta Rotterdam                | VV Smitshoek                    | Transfervrij    |
| Anton Fase                | Nederland / Suriname               | N.E.C.                          | Zonder club                     | Transfervrij    |
| Lassana Faye              | Nederland / Senegal                | ADO Den Haag                    | Sparta Rotterdam                | Was gehuurd     |
| Lassana Faye              | Nederland / Senegal                | Sparta Rotterdam                | Zonder club                     | Transfervrij    |
| Adrian Fein               | Duitsland                          | PSV                             | FC Bayern München               | Was gehuurd     |
| Leroy Fer                 | Nederland / Curaçao                | Feyenoord                       | Alanyaspor                      | Transfervrij    |
| Arianit Ferati            | Duitsland / Kosovo                 | SV Waldhof Mannheim             | Fortuna Sittard                 | Transfervrij    |
| Sherel Floranus           | Nederland / Curaçao                | sc Heerenveen                   | Antalyaspor                     | Transfervrij    |
| Jeffry Fortes             | Kaapverdië / Nederland             | Sparta Rotterdam                | De Graafschap                   | Transfervrij    |
| Nikolai Baden Frederiksen | Denemarken                         | Juventus FC                     | Vitesse                         | Onbekend bedrag |
| Yann Gboho                | Frankrijk / Ivoorkust              | Stade Rennais                   | Vitesse                         | Gehuurd         |
| Leroy George              | Nederland / Suriname               | Fortuna Sittard                 | De Treffers                     | Transfervrij    |
| Reza Ghoochannejhad       | Iran / Nederland                   | PEC Zwolle                      | Zonder club                     | Transfervrij    |
| Marco van Ginkel          | Nederland                          | PSV                             | Chelsea FC                      | Was gehuurd     |
| Marco van Ginkel          | Nederland                          | Chelsea FC                      | PSV                             | Transfervrij    |
| Jay Gorter                | Nederland                          | Go Ahead Eagles                 | AFC Ajax                        | € 1.000.000     |
| Kenzo Goudmijn            | Nederland / Suriname               | AZ                              | Sparta Rotterdam                | Gehuurd         |
| Danzell Gravenberch       | Nederland / Suriname               | Sparta Rotterdam                | De Graafschap                   | Transfervrij    |
| Mike Grim                 | Nederland                          | RKC Waalwijk                    | OFC                             | Transfervrij    |
| Gabriel Gudmundsson       | Zweden                             | FC Groningen                    | Lille OSC                       | € 6.000.000     |
| Maxim Gullit              | Nederland / Suriname               | AZ                              | SC Cambuur                      | Onbekend bedrag |
| Rodrigo Guth              | Brazilië / Duitsland               | Atalanta Bergamo                | N.E.C.                          | Gehuurd         |
| Leon Guwara               | Gambia / Duitsland                 | VVV-Venlo                       | FC Utrecht                      | Was gehuurd     |
| Leon Guwara               | Gambia / Duitsland                 | FC Utrecht                      | SSV Jahn Regensburg             | Transfervrij    |
| Warner Hahn               | Suriname / Nederland               | RSC Anderlecht                  | Go Ahead Eagles                 | Transfervrij    |
| Ridgeciano Haps           | Suriname / Nederland               | Feyenoord                       | Venezia FC                      | € 500.000       |
| Jeff Hardeveld            | Nederland                          | Heracles Almelo                 | FC Emmen                        | Transfervrij    |
| Abdou Harroui             | Nederland / Marokko                | Sparta Rotterdam                | US Sassuolo                     | Gehuurd         |
| Ariel Harush              | Israël / Spanje                    | sc Heerenveen                   | Hapoel Beër Sjeva               | Transfervrij    |
| Jan Paul van Hecke        | Nederland                          | sc Heerenveen                   | Brighton & Hove Albion FC       | Gehuurd         |
| Jan-Arie van der Heijden  | Nederland                          | Willem II                       | Zonder club                     | Transfervrij    |
| Ogechika Heil             | Duitsland / Nigeria                | Hamburger SV                    | Go Ahead Eagles                 | Gehuurd         |
| Sam Hendriks              | Nederland                          | Go Ahead Eagles                 | SC Cambuur                      | Transfervrij    |
| Enrico Hernández          | El Salvador / Nederland            | Vitesse                         | FC Eindhoven                    | Gehuurd         |
| Jan Hoekstra              | Nederland                          | Roda JC Kerkrade                | FC Groningen                    | Was gehuurd     |
| Bradly van Hoeven         | Nederland                          | Go Ahead Eagles                 | Sparta Rotterdam                | Was gehuurd     |
| Bradly van Hoeven         | Nederland                          | Sparta Rotterdam                | Almere City FC                  | Onbekend bedrag |
| Sebastian Holmén          | Zweden                             | Willem II                       | Çaykur Rizespor                 | Transfervrij    |
| Justin Hoogma             | Nederland                          | FC Utrecht                      | TSG 1899 Hoffenheim             | Was gehuurd     |
| Mike van der Hoorn        | Nederland                          | Arminia Bielefeld               | FC Utrecht                      | Gehuurd         |
| Ramón ten Hove            | Nederland                          | Feyenoord                       | Esbjerg fB                      | Transfervrij    |
| Oussama Idrissi           | Marokko / Nederland                | AFC Ajax                        | Sevilla FC                      | Was gehuurd     |
| Mohammed Ihattaren        | Nederland / Marokko                | PSV                             | Juventus FC                     | € 5.500.000     |
| Dimitrios Ioannidis       | Duitsland / Griekenland            | Sportfreunde Lotte              | Fortuna Sittard                 | Was gehuurd     |
| Dimitrios Ioannidis       | Duitsland / Griekenland            | Fortuna Sittard                 | Rot Weiss Ahlen                 | Transfervrij    |
| Daleho Irandust           | Zweden / Iran                      | BK Häcken                       | FC Groningen                    | € 400.000       |
| Ko Itakura                | Japan                              | FC Groningen                    | Manchester City FC              | Was gehuurd     |
| Alireza Jahanbakhsh       | Iran                               | Brighton & Hove Albion FC       | Feyenoord                       | Onbekend bedrag |
| Robin Jalving             | Nederland                          | FC Emmen                        | Heracles Almelo                 | Transfervrij    |
| Rangelo Janga             | Curaçao / Nederland                | N.E.C.                          | Astana FK                       | Was gehuurd     |
| Laurent Jans              | Luxemburg                          | Standard Luik                   | Sparta Rotterdam                | Transfervrij    |
| Ulrik Yttergård Jenssen   | Noorwegen                          | FC Nordsjælland                 | Willem II                       | Transfervrij    |
| Ryan Johansson            | Ierland / Luxemburg                | Sevilla FC                      | Fortuna Sittard                 | Gehuurd         |
| Ola John                  | Nederland / Liberia                | RKC Waalwijk                    | Al-Hazm Rass                    | Transfervrij    |
| George Johnston           | Schotland / Engeland               | Wigan Athletic FC               | Feyenoord                       | Was gehuurd     |
| George Johnston           | Schotland / Engeland               | Feyenoord                       | Bolton Wanderers FC             | Transfervrij    |
| Nicolai Jørgensen         | Denemarken                         | Feyenoord                       | Kasımpaşa SK                    | Transfervrij    |
| Joël van Kaam             | Nederland / Brazilië               | FC Groningen                    | FC Emmen                        | Gehuurd         |
| Yahya Kalley              | Zweden                             | IFK Göteborg                    | FC Groningen                    | € 400.000       |
| Argyris Kampetsis         | Griekenland                        | Panathinaikos FC                | Willem II                       | Gehuurd         |
| Rasmus Karjalainen        | Finland                            | Örebro SK                       | Fortuna Sittard                 | Was gehuurd     |
| Rasmus Karjalainen        | Finland                            | Fortuna Sittard                 | Helsingborgs IF                 | Onbekend bedrag |
| Neraysho Kasanwirjo       | Nederland / Suriname               | AFC Ajax                        | FC Groningen                    | Transfervrij    |
| Gervane Kastaneer         | Curaçao / Nederland                | Coventry City FC                | PEC Zwolle                      | Transfervrij    |
| Arian Kastrati            | Kosovo / Nederland                 | Fortuna Sittard                 | NK Dekani                       | Gehuurd         |
| Liam Kelly                | Ierland / Engeland                 | Oxford United FC                | Feyenoord                       | Was gehuurd     |
| Liam Kelly                | Ierland / Engeland                 | Feyenoord                       | Rochdale AFC                    | Transfervrij    |
| Gyrano Kerk               | Nederland / Suriname               | FC Utrecht                      | Lokomotiv Moskou                | € 6.000.000     |
| Reda Kharchouch           | Nederland / Marokko                | Sparta Rotterdam                | FC Emmen                        | Gehuurd         |
| Tamás Kiss                | Hongarije                          | Puskás Akadémia FC              | SC Cambuur                      | Gehuurd         |
| Teun Koopmeiners          | Nederland                          | AZ                              | Atalanta Bergamo                | € 12.000.000    |
| Giovanni Korte            | Nederland                          | SC Cambuur                      | De Graafschap                   | Transfervrij    |
| Dominik Kotarski          | Kroatië                            | AFC Ajax                        | HNK Gorica                      | Gehuurd         |
| Ruben van Kouwen          | Nederland                          | N.E.C.                          | Fortuna Sittard                 | Transfervrij    |
| Joris Kramer              | Nederland                          | SC Cambuur                      | AZ                              | Was gehuurd     |
| Joris Kramer              | Nederland                          | AZ                              | Go Ahead Eagles                 | Gehuurd         |
| Michiel Kramer            | Nederland                          | ADO Den Haag                    | RKC Waalwijk                    | Transfervrij    |
| Filip Krastev             | Bulgarije                          | Lommel SK                       | SC Cambuur                      | Gehuurd         |
| Ahmed Kutucu              | Turkije / Duitsland                | Heracles Almelo                 | FC Schalke 04                   | Was gehuurd     |
| Delano Ladan              | Nederland                          | SC Cambuur                      | Zonder club                     | Transfervrij    |
| Thomas Lam                | Finland / Nederland                | PEC Zwolle                      | CSKA Sofia                      | Transfervrij    |
| Kostas Lamprou            | Griekenland                        | RKC Waalwijk                    | PEC Zwolle                      | Transfervrij    |
| Noa Lang                  | Nederland / Suriname               | Club Brugge                     | AFC Ajax                        | Was gehuurd     |
| Noa Lang                  | Nederland / Suriname               | AFC Ajax                        | Club Brugge                     | € 6.000.000     |
| Nikolai Laursen           | Denemarken                         | FC Emmen                        | Heracles Almelo                 | Onbekend bedrag |
| Miguel Ángel Leal         | Spanje                             | FC Groningen                    | Villarreal CF                   | Was gehuurd     |
| Clint Leemans             | Nederland                          | De Graafschap                   | PEC Zwolle                      | Was gehuurd     |
| Clint Leemans             | Nederland                          | PEC Zwolle                      | Viborg FF                       | Transfervrij    |
| Michael de Leeuw          | Nederland                          | FC Emmen                        | FC Groningen                    | Transfervrij    |
| Thijs van Leeuwen         | Nederland                          | FC Twente                       | Almere City FC                  | Gehuurd         |
| Peter Leeuwenburgh        | Nederland                          | Cape Town City FC               | FC Groningen                    | Transfervrij    |
| Ramon Leeuwin             | Suriname / Nederland               | AZ                              | Almere City FC                  | Transfervrij    |
| Isac Lidberg              | Zweden                             | Gefle IF                        | Go Ahead Eagles                 | Transfervrij    |
| Dimitris Limnios          | Griekenland / Brazilië             | 1. FC Köln                      | FC Twente                       | Gehuurd         |
| Ulysses Llanez            | Verenigde Staten / Mexico          | sc Heerenveen                   | VfL Wolfsburg                   | Was gehuurd     |
| Justin Lonwijk            | Nederland / Suriname               | Viborg FF                       | FC Utrecht                      | Was gehuurd     |
| Justin Lonwijk            | Nederland / Suriname               | FC Utrecht                      | Viborg FF                       | Onbekend bedrag |
| Nigel Lonwijk             | Nederland / Suriname               | Wolverhampton Wanderers FC      | Fortuna Sittard                 | Gehuurd         |
| Derrick Luckassen         | Nederland / Ghana                  | Kasımpaşa SK                    | PSV                             | Was gehuurd     |
| Jody Lukoki               | Congo-Kinshasa / Nederland         | Zonder club                     | FC Twente                       | Transfervrij    |
| Ramon Pascal Lundqvist    | Zweden / Nicaragua                 | FC Groningen                    | Panathinaikos FC                | Gehuurd         |
| Thierry Lutonda           | België / Congo-Kinshasa            | RKC Waalwijk                    | RSC Anderlecht                  | Was gehuurd     |
| Thierry Lutonda           | België / Congo-Kinshasa            | RSC Anderlecht                  | RKC Waalwijk                    | Onbekend bedrag |
| Nicolas Madsen            | Denemarken                         | FC Midtjylland                  | sc Heerenveen                   | Gehuurd         |
| Lisandro Magallán         | Argentinië / Italië                | FC Crotone                      | AFC Ajax                        | Was gehuurd     |
| Lisandro Magallán         | Argentinië / Italië                | AFC Ajax                        | RSC Anderlecht                  | Gehuurd         |
| Donyell Malen             | Nederland / Suriname               | PSV                             | Borussia Dortmund               | € 30.000.000    |
| Benson Manuel Hedilazio   | België / Angola                    | PEC Zwolle                      | Royal Antwerp FC                | Was gehuurd     |
| Ofir Marciano             | Israël / Portugal                  | Hibernian FC                    | Feyenoord                       | Transfervrij    |
| Răzvan Marin              | Roemenië                           | Cagliari Calcio                 | AFC Ajax                        | Was gehuurd     |
| Răzvan Marin              | Roemenië                           | AFC Ajax                        | Cagliari Calcio                 | € 10.000.000    |
| Nathan Markelo            | Nederland / Curaçao                | FC Twente                       | Everton FC                      | Was gehuurd     |
| Nathan Markelo            | Nederland / Curaçao                | Everton FC                      | PSV                             | Onbekend bedrag |
| Iván Márquez              | Spanje                             | Cracovia Kraków                 | N.E.C.                          | Transfervrij    |
| Nick Marsman              | Nederland                          | Feyenoord                       | Inter Miami CF                  | Transfervrij    |
| Bruno Martins Indi        | Nederland / Portugal               | AZ                              | Stoke City FC                   | Was gehuurd     |
| Bruno Martins Indi        | Nederland / Portugal               | Stoke City FC                   | AZ                              | Onbekend bedrag |
| Giannis Masouras          | Griekenland                        | Olympiakos Piraeus              | Sparta Rotterdam                | Gehuurd         |
| Magnus Mattsson           | Denemarken / Zweden                | Silkeborg IF                    | N.E.C.                          | Onbekend bedrag |
| Azor Matusiwa             | Nederland / Angola                 | FC Groningen                    | Stade de Reims                  | € 4.000.000     |
| Ringo Meerveld            | Nederland                          | FC Den Bosch                    | Willem II                       | € 750.000       |
| Aaron Meijers             | Nederland                          | Sparta Rotterdam                | ADO Den Haag                    | Was gehuurd     |
| Aaron Meijers             | Nederland                          | ADO Den Haag                    | Sparta Rotterdam                | Transfervrij    |
| Daniel Mesenhöler         | Duitsland                          | Heracles Almelo                 | Zonder club                     | Transfervrij    |
| Mitchel Michaelis         | Nederland                          | Go Ahead Eagles                 | Koninklijke HFC                 | Transfervrij    |
| Nikos Michelis            | Griekenland                        | AC Milan                        | Willem II                       | Gehuurd         |
| Virgil Misidjan           | Nederland / Suriname               | PEC Zwolle                      | FC Twente                       | Transfervrij    |
| Julian von Moos           | Zwitserland                        | FC Basel                        | Vitesse                         | Gehuurd         |
| Xavier Mous               | Nederland                          | PEC Zwolle                      | sc Heerenveen                   | Transfervrij    |
| Samuel Moutoussamy        | Congo-Kinshasa / Frankrijk         | Fortuna Sittard                 | FC Nantes                       | Was gehuurd     |
| Robert Mühren             | Nederland                          | SC Cambuur                      | SV Zulte Waregem                | Was gehuurd     |
| Arijanet Murić            | Kosovo / Montenegro                | Willem II                       | Manchester City FC              | Was gehuurd     |
| Anthony Musaba            | Nederland / Congo-Kinshasa         | AS Monaco                       | sc Heerenveen                   | Gehuurd         |
| Richie Musaba             | Nederland / Congo-Kinshasa         | FC Dordrecht                    | Fortuna Sittard                 | Was gehuurd     |
| Phillipp Mwene            | Oostenrijk / Kenia                 | 1. FSV Mainz 05                 | PSV                             | Transfervrij    |
| Luciano Narsingh          | Nederland / Suriname               | FC Twente                       | Feyenoord                       | Was gehuurd     |
| Luciano Narsingh          | Nederland / Suriname               | Feyenoord                       | Zonder club                     | Transfervrij    |
| Gerrit Nauber             | Duitsland                          | SV Sandhausen                   | Go Ahead Eagles                 | Transfervrij    |
| Mike Trésor Ndayishimiye  | België / Burundi                   | Willem II                       | KRC Genk                        | € 3.500.000     |
| Reiss Nelson              | Engeland                           | Arsenal FC                      | Feyenoord                       | Gehuurd         |
| Cyril Ngonge              | België                             | RKC Waalwijk                    | FC Groningen                    | € 200.000       |
| Bart Nieuwkoop            | Nederland                          | Feyenoord                       | Union Sint-Gillis               | Transfervrij    |
| Sven Nieuwpoort           | Nederland                          | SC Cambuur                      | Excelsior                       | Transfervrij    |
| Thijmen Nijhuis           | Nederland                          | FC Utrecht                      | MVV Maastricht                  | Gehuurd         |
| Tijjani Noslin            | Nederland                          | TOP Oss                         | Fortuna Sittard                 | Transfervrij    |
| Nando Nöstlinger          | België / Oostenrijk                | RKC Waalwijk                    | Zonder club                     | Transfervrij    |
| Jens Odgaard              | Denemarken                         | US Sassuolo                     | RKC Waalwijk                    | Gehuurd         |
| Noah Ohio                 | Engeland / Nederland               | SBV Vitesse                     | RB Leipzig                      | Was gehuurd     |
| Terell Ondaan             | Guyana / Nederland                 | N.E.C.                          | Grenoble Foot 38                | Was gehuurd     |
| Thijs Oosting             | Nederland                          | RKC Waalwijk                    | AZ                              | Was gehuurd     |
| Ragnar Oratmangoen        | Nederland                          | SC Cambuur                      | Go Ahead Eagles                 | Transfervrij    |
| Thomas Ouwejan            | Nederland                          | Udinese                         | AZ                              | Was gehuurd     |
| Thomas Ouwejan            | Nederland                          | AZ                              | FC Schalke 04                   | Gehuurd         |
| Mark Pabai                | Nederland / Liberia                | FC Utrecht                      | PEC Zwolle                      | Onbekend bedrag |
| Sergio Padt               | Nederland / Italië                 | FC Groningen                    | PFK Ludogorets                  | Transfervrij    |
| Remko Pasveer             | Nederland                          | Vitesse                         | AFC Ajax                        | Transfervrij    |
| Vangelis Pavlidis         | Griekenland                        | Willem II                       | AZ                              | € 2.500.000     |
| Marcus Holmgren Pedersen  | Noorwegen                          | Molde FK                        | Feyenoord                       | € 1.000.000     |
| Joel Pereira              | Portugal / Zwitserland             | Manchester United FC            | RKC Waalwijk                    | Transfervrij    |
| Jordens Peters            | Nederland                          | Willem II                       | Einde carrière                  | Gestopt         |
| Immanuel Pherai           | Nederland / Suriname               | PEC Zwolle                      | Borussia Dortmund               | Was gehuurd     |
| Ivo Pinto                 | Portugal                           | GNK Dinamo Zagreb               | Fortuna Sittard                 | Gehuurd         |
| Joël Piroe                | Nederland / Suriname               | PSV                             | Swansea City AFC                | € 1.170.000     |
| Thomas Poll               | Nederland                          | FC Groningen                    | Almere City FC                  | Onbekend bedrag |
| Robin Polley              | Ghana / Nederland                  | ADO Den Haag                    | Heracles Almelo                 | € 150.000       |
| Sebastian Polter          | Duitsland                          | Fortuna Sittard                 | VfL Bochum                      | Transfervrij    |
| Romano Postema            | Nederland                          | FC Den Bosch                    | FC Groningen                    | Was gehuurd     |
| Maarten Pouwels           | Nederland                          | SC Cambuur                      | Almere City FC                  | Transfervrij    |
| Lucas Pratto              | Argentinië                         | Feyenoord                       | CA River Plate                  | Was gehuurd     |
| Davy Pröpper              | Nederland                          | Brighton & Hove Albion FC       | PSV                             | Transfervrij    |
| Robin Pröpper             | Nederland                          | Heracles Almelo                 | FC Twente                       | Transfervrij    |
| Paul Quasten              | Tsjechië / Nederland               | RKC Waalwijk                    | Ajax (amateurs)                 | Transfervrij    |
| Antoine Rabillard         | Frankrijk                          | Go Ahead Eagles                 | US Concarneau                   | Transfervrij    |
| André Ramalho             | Brazilië / Italië                  | Red Bull Salzburg               | PSV                             | € 2.500.000     |
| Daishawn Redan            | Nederland / Suriname               | Hertha BSC                      | PEC Zwolle                      | Gehuurd         |
| Daan Reiziger             | Nederland                          | AFC Ajax                        | Vitesse                         | Transfervrij    |
| Godfried Roemeratoe       | Nederland                          | FC Twente                       | Willem II                       | Gehuurd         |
| Ole Romeny                | Nederland                          | Willem II                       | N.E.C.                          | Was gehuurd     |
| Philippe Rommens          | België                             | TOP Oss                         | Go Ahead Eagles                 | Transfervrij    |
| Mitchell van Rooijen      | Nederland                          | Excelsior                       | FC Utrecht                      | Was gehuurd     |
| Mitchell van Rooijen      | Nederland                          | FC Utrecht                      | VVV-Venlo                       | Onbekend bedrag |
| Ruben Roosken             | Nederland / Angola                 | TOP Oss                         | Heracles Almelo                 | Onbekend bedrag |
| Pablo Rosario             | Nederland / Dominicaanse Republiek | PSV                             | OGC Nice                        | € 6.000.000     |
| Lazaros Rota              | Griekenland / Albanië              | Fortuna Sittard                 | Zonder club                     | Transfervrij    |
| Pedro Ruiz                | Spanje                             | Olympique Marseille             | N.E.C.                          | Gehuurd         |
| Dylan Ryan                | Australië                          | Melbourne Victory               | Willem II                       | Was gehuurd     |
| Dylan Ryan                | Australië                          | Willem II                       | FC Den Bosch                    | Transfervrij    |
| Michal Sadílek            | Tsjechië                           | FC Slovan Liberec               | PSV                             | Was gehuurd     |
| Michal Sadílek            | Tsjechië                           | PSV                             | FC Twente                       | Gehuurd         |
| Bassala Sambou            | Duitsland / Engeland               | Randers FC                      | Fortuna Sittard                 | Was gehuurd     |
| Terry Lartey Sanniez      | Nederland / Ghana                  | N.E.C.                          | NK Celje                        | Transfervrij    |
| Jasper Schendelaar        | Nederland                          | Telstar                         | AZ                              | Was gehuurd     |
| Jasper Schendelaar        | Nederland                          | AZ                              | PEC Zwolle                      | Transfervrij    |
| Kjell Scherpen            | Nederland                          | AFC Ajax                        | Brighton & Hove Albion FC       | € 5.000.000     |
| Lasse Schöne              | Denemarken                         | sc Heerenveen                   | N.E.C.                          | Transfervrij    |
| Sam Schreck               | Duitsland                          | FC Groningen                    | FC Erzgebirge Aue               | Gehuurd         |
| Markus Schubert           | Duitsland                          | FC Schalke 04                   | Vitesse                         | Transfervrij    |
| Job Schuurman             | Nederland                          | N.E.C.                          | Go Ahead Eagles                 | Transfervrij    |
| Lindon Selahi             | Albanië / België                   | Willem II                       | FC Twente                       | Was gehuurd     |
| Lindon Selahi             | Albanië / België                   | FC Twente                       | HNK Rijeka                      | Transfervrij    |
| Ayman Sellouf             | Nederland / Marokko                | N.E.C.                          | FC Utrecht                      | Transfervrij    |
| Kaj Sierhuis              | Nederland                          | Stade de Reims                  | Heracles Almelo                 | Gehuurd         |
| Kian Slor                 | Nederland                          | FC Groningen                    | FC Emmen                        | Gehuurd         |
| Ian Smeulers              | Nederland                          | Willem II                       | Feyenoord                       | Was gehuurd     |
| Ian Smeulers              | Nederland                          | Feyenoord                       | Sandefjord Fotball              | Transfervrij    |
| Rein Smit                 | Nederland                          | sc Heerenveen                   | Telstar                         | Transfervrij    |
| Sven Sonnenberg           | Duitsland                          | Hansa Rostock                   | Heracles Almelo                 | € 100.000       |
| Sylla Sow                 | Nederland / Senegal                | RKC Waalwijk                    | Sheffield Wednesday FC          | Transfervrij    |
| Uroš Spajić               | Servië                             | Feyenoord                       | FK Krasnodar                    | Was gehuurd     |
| Calvin Stengs             | Nederland / Suriname               | AZ                              | OGC Nice                        | € 15.000.000    |
| Filip Stevanović          | Servië                             | Manchester City FC              | sc Heerenveen                   | Gehuurd         |
| Nicklas Strunck Jakobsen  | Denemarken                         | Esbjerg fB                      | FC Groningen                    | Was gehuurd     |
| Nicklas Strunck Jakobsen  | Denemarken                         | FC Groningen                    | Esbjerg fB                      | Transfervrij    |
| Jonas Svensson            | Noorwegen                          | AZ                              | Adana Demirspor                 | Transfervrij    |
| Max Svensson              | Zweden                             | Helsingborgs IF                 | Willem II                       | Onbekend bedrag |
| Marin Šverko              | Kroatië / Duitsland                | 1. FC Saarbrücken               | FC Groningen                    | € 400.000       |
| Anas Tahiri               | Marokko / België                   | RKC Waalwijk                    | CFR Cluj                        | Transfervrij    |
| Jens Teunckens            | België                             | AEK Larnaca                     | RKC Waalwijk                    | Transfervrij    |
| Guus Til                  | Nederland                          | Spartak Moskou                  | Feyenoord                       | Gehuurd         |
| Quinten Timber            | Nederland / Curaçao                | AFC Ajax                        | FC Utrecht                      | Transfervrij    |
| Mickaël Tirpan            | België / Turkije                   | Fortuna Sittard                 | Kasımpaşa SK                    | Was gehuurd     |
| Mickaël Tirpan            | België / Turkije                   | Kasımpaşa SK                    | Fortuna Sittard                 | Onbekend bedrag |
| Marco Tol                 | Nederland                          | FC Volendam                     | SC Cambuur                      | Transfervrij    |
| Sebastian Tounekti        | Noorwegen / Tunesië                | FK Bodø/Glimt                   | FC Groningen                    | Gehuurd         |
| Idrissa Touré             | Duitsland / Guinee                 | Vitesse                         | Juventus FC                     | Was gehuurd     |
| Lassina Traoré            | Burkina Faso                       | AFC Ajax                        | FK Sjachtar Donetsk             | € 10.000.000    |
| Gernot Trauner            | Oostenrijk                         | LASK                            | Feyenoord                       | € 1.000.000     |
| Giovanni Troupée          | Nederland / Curaçao                | FC Utrecht                      | FC Twente                       | Transfervrij    |
| Manfred Ugalde            | Costa Rica                         | Lommel SK                       | FC Twente                       | Gehuurd         |
| Adnan Ugur                | België / Turkije                   | FC Dordrecht                    | Fortuna Sittard                 | Was gehuurd     |
| Roberts Uldriķis          | Letland                            | FC Sion                         | SC Cambuur                      | Onbekend bedrag |
| Lars Unnerstall           | Duitsland                          | PSV                             | FC Twente                       | Transfervrij    |
| Odysseus Velanas          | Nederland / Griekenland            | FC Utrecht                      | NAC Breda                       | Transfervrij    |
| Jeroen Veldmate           | Nederland                          | Go Ahead Eagles                 | FC Emmen                        | Transfervrij    |
| Etien Velikonja           | Slovenië                           | ND Gorica                       | N.E.C.                          | Was gehuurd     |
| Etien Velikonja           | Slovenië                           | N.E.C.                          | ND Gorica                       | Transfervrij    |
| Piet Velthuizen           | Nederland                          | Fortuna Sittard                 | Zonder club                     | Transfervrij    |
| Nick Venema               | Nederland                          | NAC Breda                       | FC Utrecht                      | Was gehuurd     |
| Dylan Vente               | Nederland                          | Roda JC Kerkrade                | Feyenoord                       | Was gehuurd     |
| Dylan Vente               | Nederland                          | Feyenoord                       | Roda JC Kerkrade                | Transfervrij    |
| Calvin Verdonk            | Nederland                          | FC Famalicão                    | N.E.C.                          | Gehuurd         |
| André Vidigal             | Portugal / Angola                  | GD Estoril-Praia                | Fortuna Sittard                 | Was gehuurd     |
| André Vidigal             | Portugal / Angola                  | Fortuna Sittard                 | CS Marítimo                     | Onbekend bedrag |
| Nick Viergever            | Nederland                          | PSV                             | SpVgg Greuther Fürth            | € 300.000       |
| Peter Vindahl Jensen      | Denemarken                         | FC Nordsjælland                 | AZ                              | € 1.800.000     |
| Carlos Vinícius           | Brazilië                           | SL Benfica                      | PSV                             | Gehuurd         |
| Michel Vlap               | Nederland                          | RSC Anderlecht                  | FC Twente                       | Gehuurd         |
| Siemen Voet               | België                             | Club Brugge                     | PEC Zwolle                      | Onbekend bedrag |
| Danny Vukovic             | Australië / Servië                 | Zonder club                     | N.E.C.                          | Transfervrij    |
| Joshua Wehking            | Duitsland                          | Fortuna Sittard                 | MVV Maastricht                  | Gehuurd         |
| Timon Wellenreuther       | Duitsland                          | RSC Anderlecht                  | Willem II                       | Gehuurd         |
| Mees de Wit               | Nederland                          | Sporting Clube de Portugal      | PEC Zwolle                      | Transfervrij    |
| Aslak Fonn Witry          | Noorwegen                          | Djurgårdens IF                  | AZ                              | € 1.750.000     |
| Ricky van Wolfswinkel     | Nederland                          | FC Basel                        | FC Twente                       | Transfervrij    |
| Romaric Yapi              | Frankrijk / Ivoorkust              | Brighton & Hove Albion FC       | Vitesse                         | Transfervrij    |
| John Yeboah               | Duitsland / Ghana                  | Almere City FC                  | Willem II                       | Was gehuurd     |
| Arthur Zagre              | Frankrijk / Burkina Faso           | AS Monaco                       | FC Utrecht                      | Gehuurd         |
| Rick Zuijderwijk          | Nederland                          | Willem II                       | FC Den Bosch                    | Gehuurd         |

2007/08 (zomer · winter) · 
2008/09 (zomer · winter) · 
2009/10 (zomer · winter) · 
2010/11 (zomer · winter) · 
2011/12 (zomer · winter) · 
2012/13 (zomer · winter) · 
2013/14 (zomer · winter) · 
2014/15 (zomer · winter) · 
2015/16 (zomer · winter) · 
2016/17 (zomer · winter) ·
2017/18 (zomer · winter) ·
2018/19 (zomer · winter) ·
2019/20 (zomer · winter) ·
2020/21 (zomer · winter) ·
2021/22 (zomer · winter) ·
2022/23 (zomer · winter) ·
2023/24 (zomer · winter) ·
2024/25 (zomer · winter) ·